# Markus Persson
Markus Persson, més conegut com a Notch, és un ex-desenvolupador de videojocs independents suec, ex-cap i fundador de la companyia de videojocs Mojang Studios.
La principal empresa de Persson per fundar Mojang va ser Minecraft, que va guanyar popularitat i suport des de la seva demostració tecnològica el 2009. Des de llavors, ha guanyat una notable notorietat dins de la indústria dels videojocs, guanyant múltiples premis i establint relacions amb els líders de la indústria. Va mantenir la seva posició com a dissenyador principal de Minecraft fins al llançament oficial del joc el 2011, després del qual va transferir l'autoritat creativa a Jens Bergensten. Havia seguit treballant a Minecraft fins que va deixar Mojang el setembre de 2014, després de la seva adquisició per Microsoft per 2.500 milions de dòlars. Microsoft finalment es va dissociar de Persson després de comentaris controvertits sobre temes com la raça i el gènere al seu compte de Twitter.

## Biografia
Persson va néixer a Estocolm (Suècia), de mare finlandesa i pare suec, l'1 de juny de 1979. Residí a Edsbyn durant els seus primers set anys de vida, abans que la seva família tornés a Estocolm. A l'edat de set anys, va començar a programar a l'ordinador Commodore 128 del seu pare. Havent experimentat amb diversos programes de type-in va produir el seu primer videojoc a l'edat de vuit anys, es va tractar d'un joc d'aventura basat en text. Professionalment ha treballat com a desenvolupador per a King durant més de quatre anys, fins a 2009. Després, va treballar com a programador per a Jalbum. També és un dels fundadors de Wurm Online, encara que ja no treballa en aquest joc. Fora del treball, ha fet set jocs per a concursos.

## Jocs creats
Persson ha realitzat diversos videojocs, especialment per a competències; entre els quals destaquen:
- Minecraft, un joc tipus «món lliure» o sandbox.

- Wurm Online.
- Drowning in Problems.
- Shambles.
- Drop.

Altres dels seus videojocs destacats són:
- La sèrie 4k:
  - Left 4k Dead i Left 4k Dead 2, jocs de trets inspirats en Left 4 Dead.
  - T4kns, un joc destratègia en temps real.
  - Miners4k, un joc inspirat en lemmings and diggers.
  - Hunters 4k, un joc de trets.
  - Dungeon4k, un joc d'exploració de masmorres.
  - Sonic Racer 4k, un joc de carreres amb efectes robats.
  - MEGAMAN4k.
  - VVVV
- Blast Passage, una combinació de Bomberman i Gauntlet a 8bits.
- Bunny Press, un joc de puzles violent.
- Prelude of the Chambered.
- Last Minute Christmas Chopping.